# Stadtkirche St. Johannis (Neustadt an der Orla)
Die Johanneskirche in Neustadt an der Orla in Thüringen entstand zwischen 1470 und 1538 durch Erweiterungsarbeiten einer Kapelle, die bereits im 13. Jahrhundert existierte.

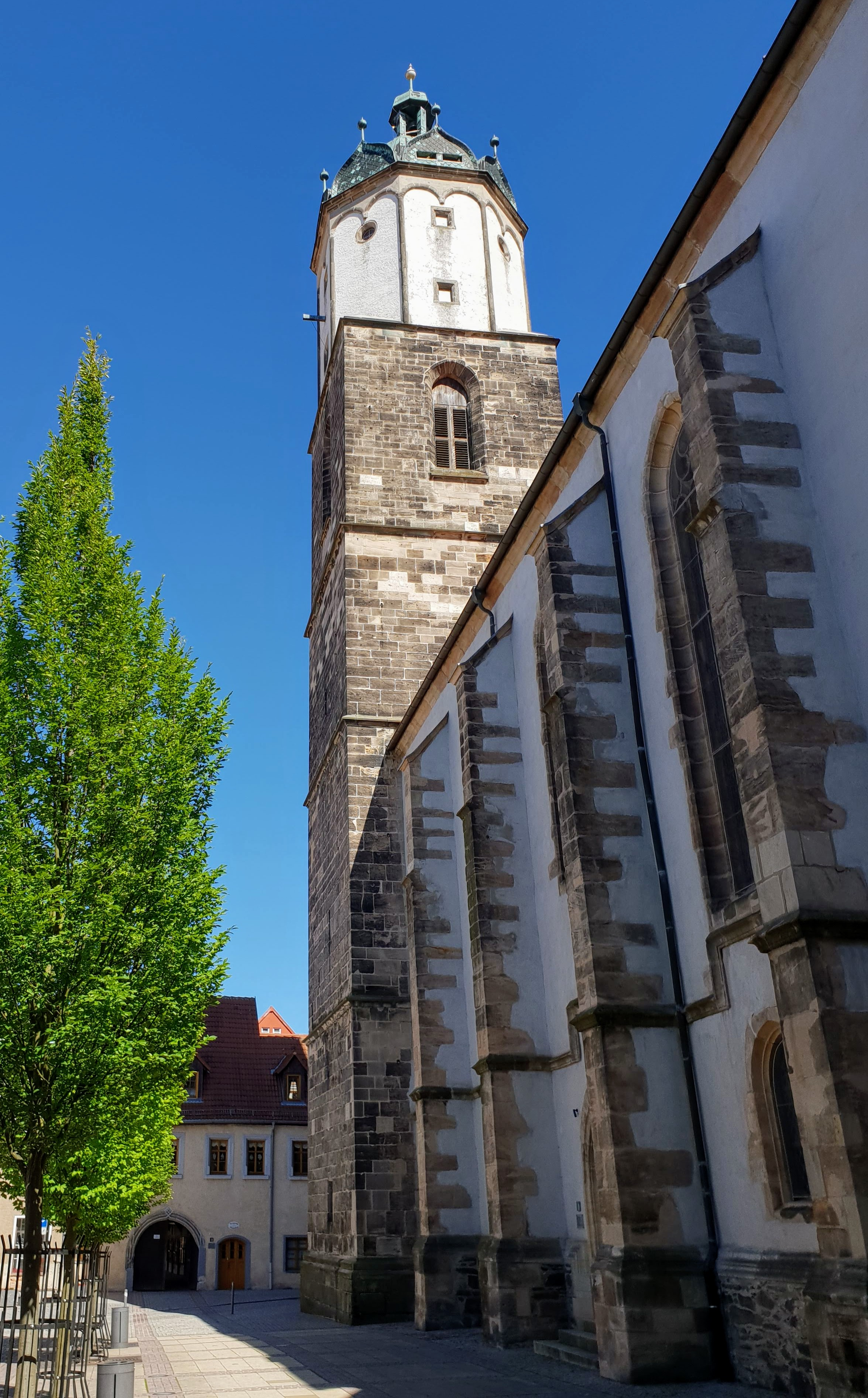
Stadtkirche St. Johannis in Neustadt an der Orla

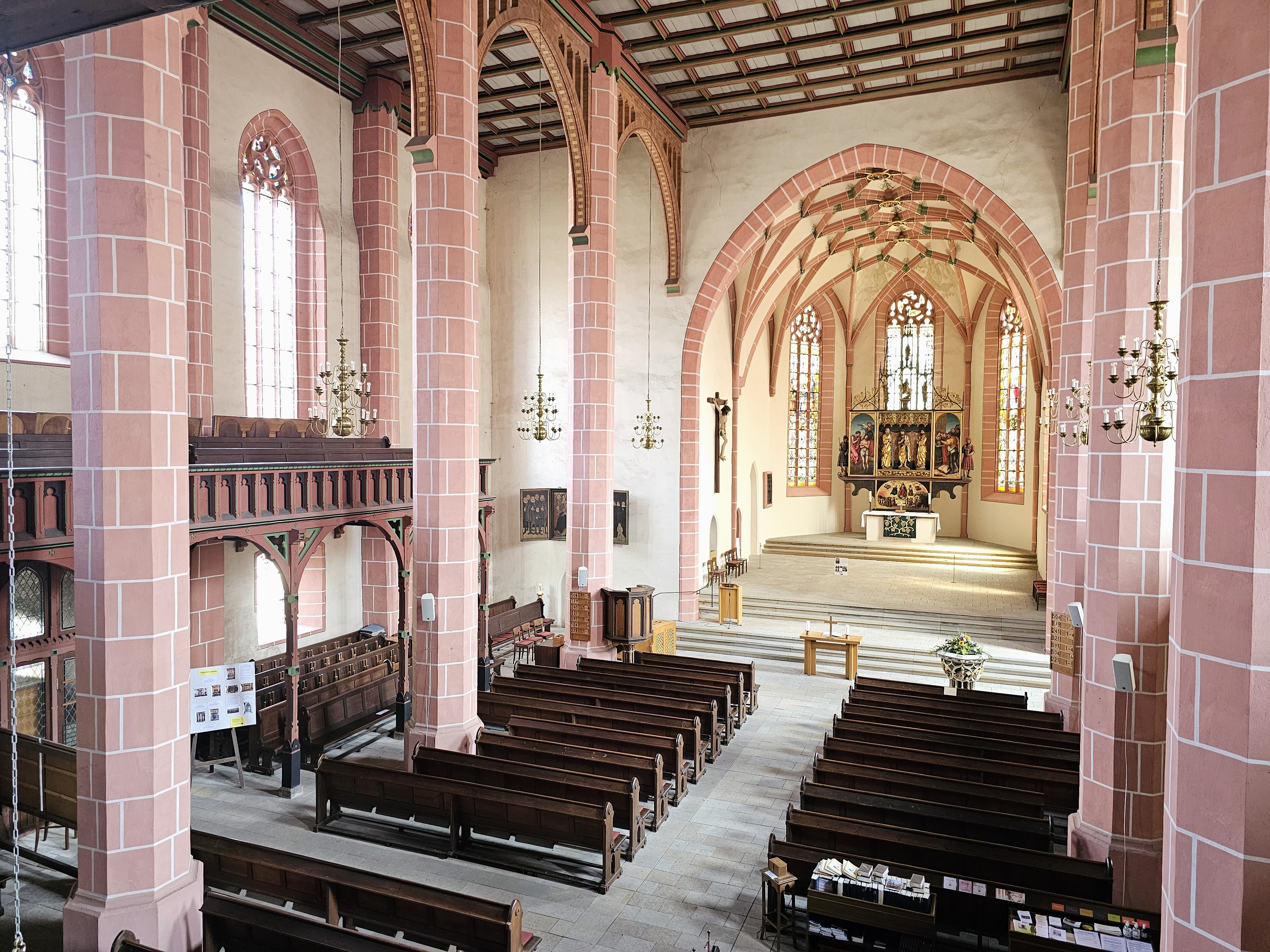
Innenraum (2023)

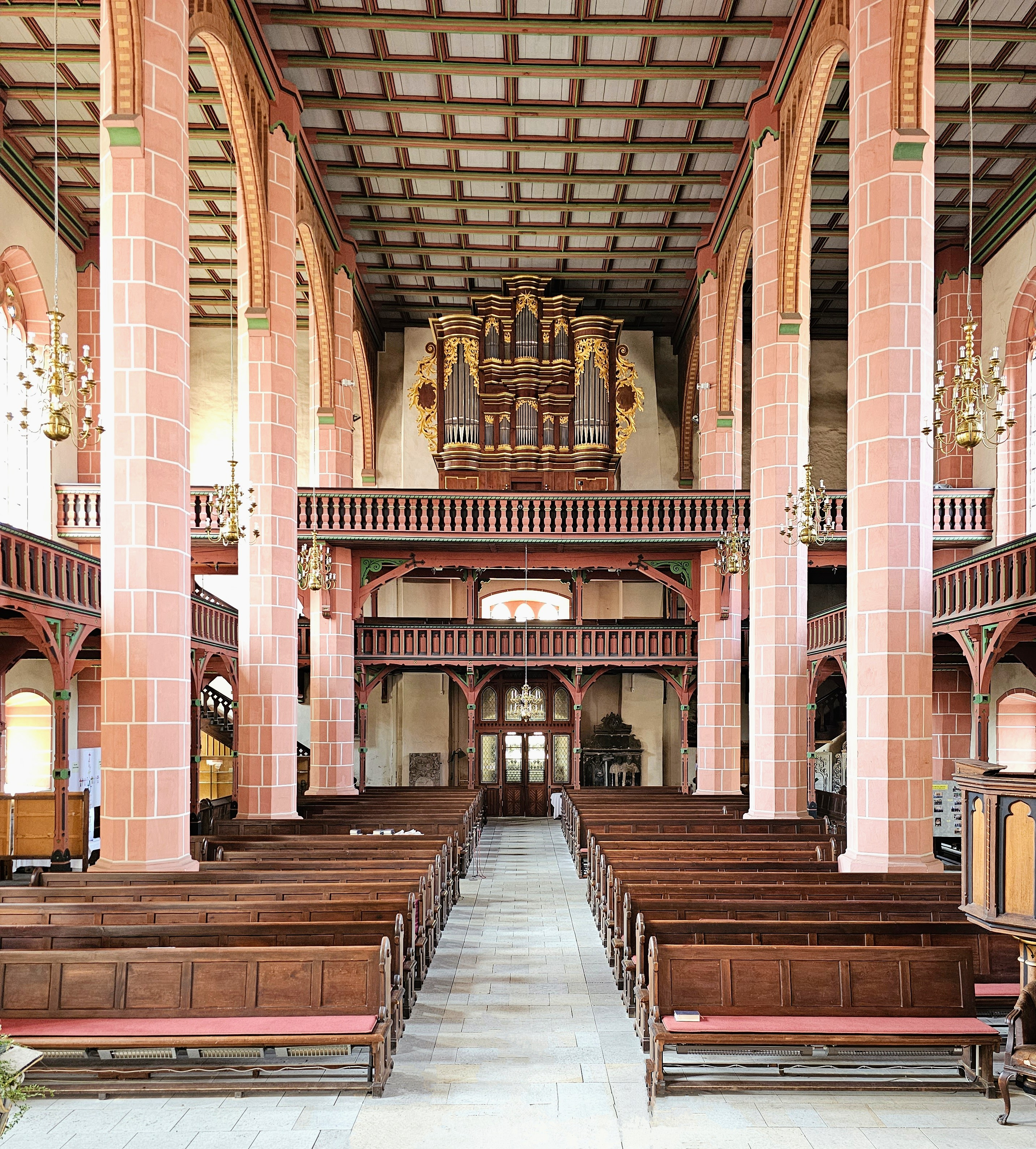
Blick zur Orgel

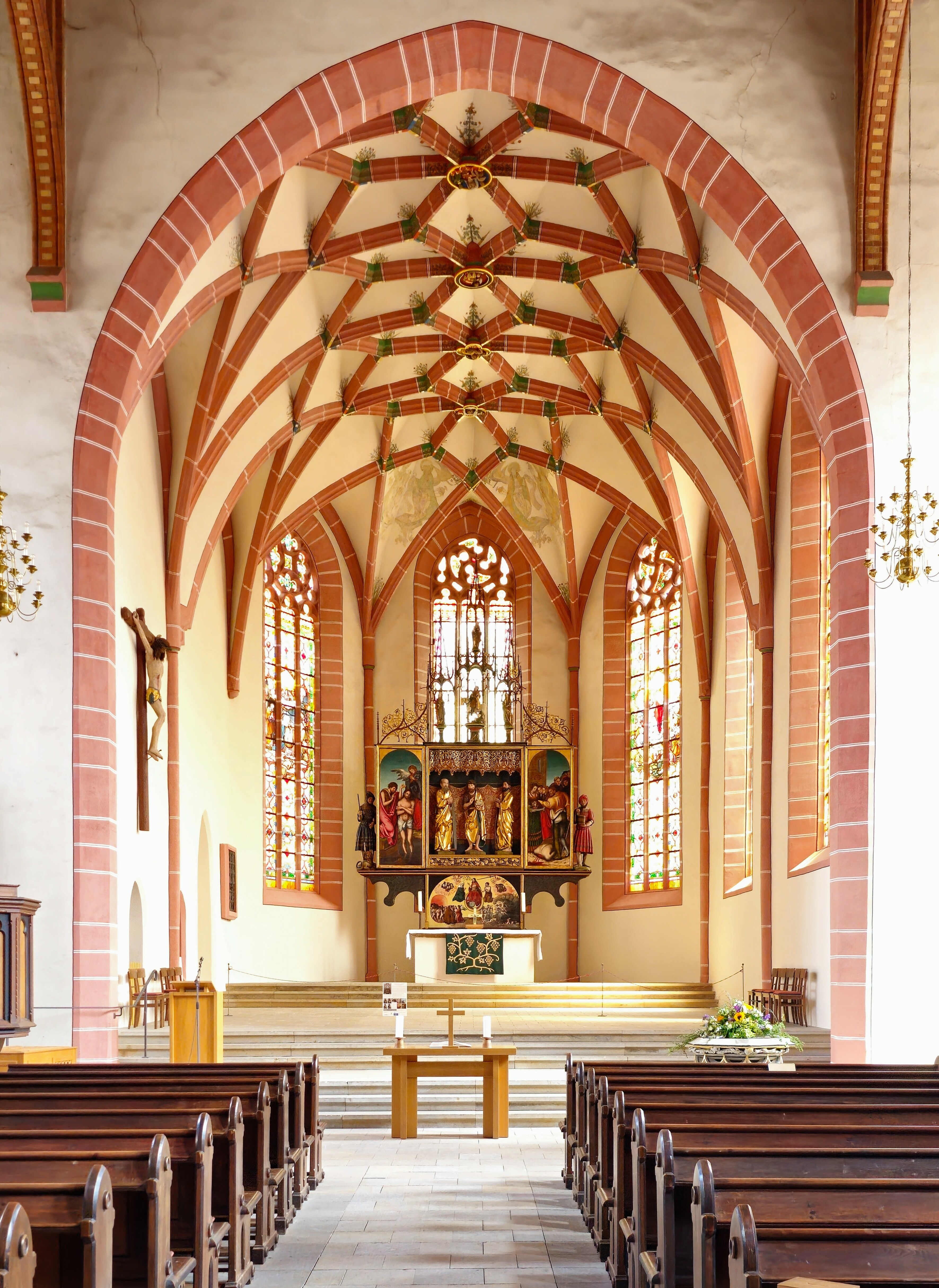
Chorraum

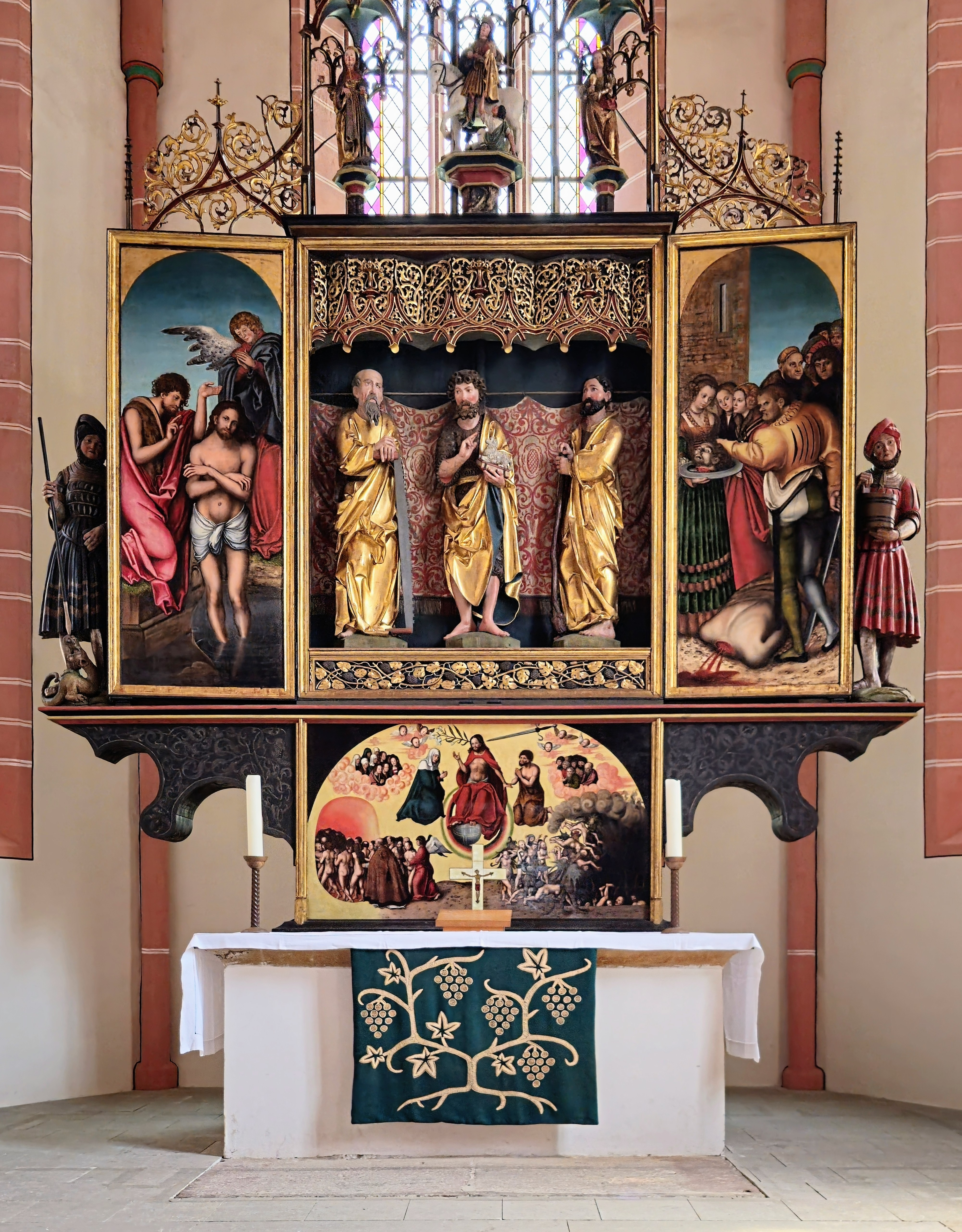
Cranach-Altar im Chor der Kirche

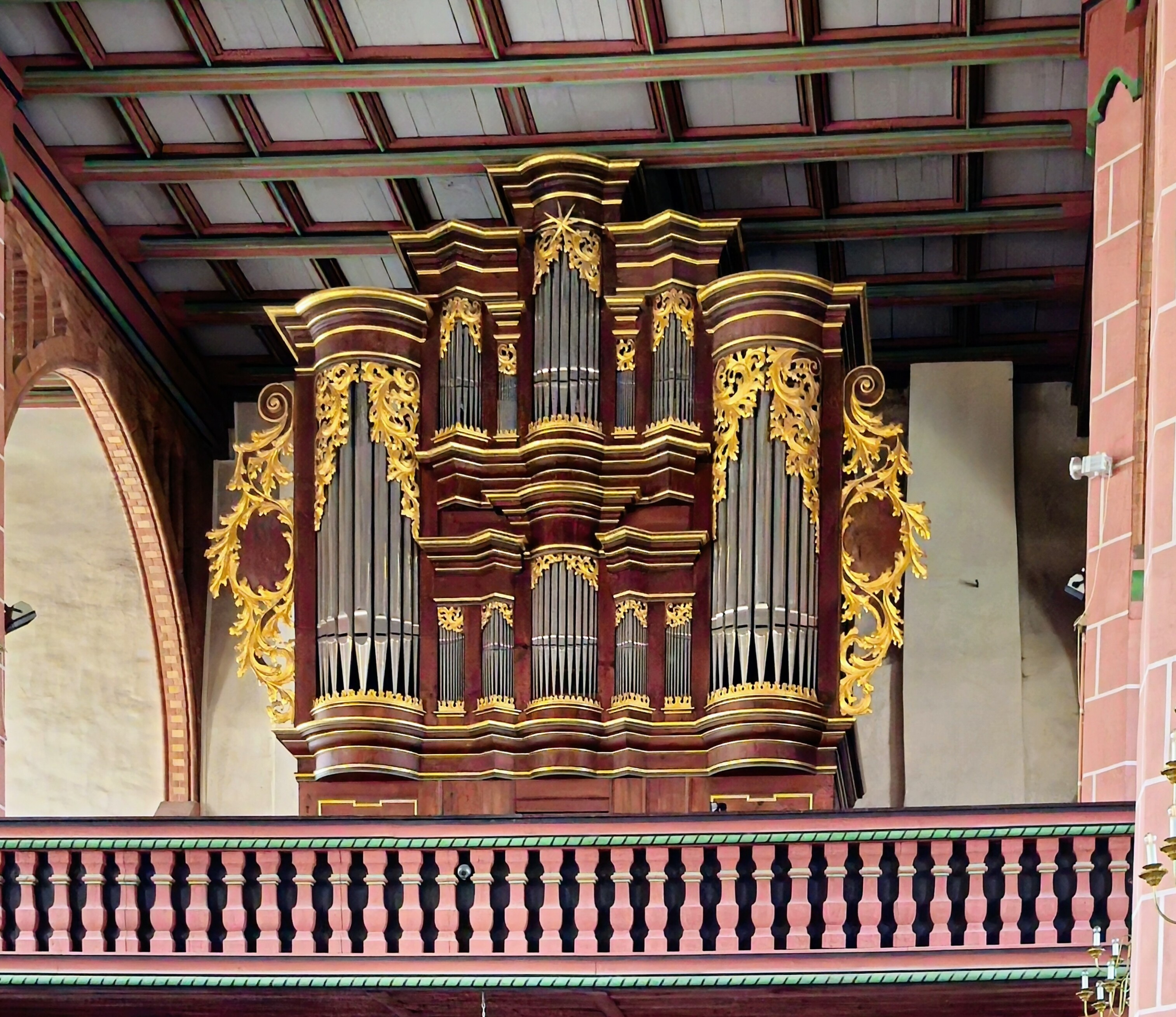
Rekonstruierte Fincke-Orgel im hist. Gehäuse

## Geschichte
Die älteste Urkunde, die Neustadt an der Orla erwähnt, stammt aus dem Jahre 1287. Eine um 1294 gestiftete Kapelle wurde um 1400 zur Pfarrkirche erhoben. In der zweiten Hälfte des 15. Jahrhunderts erlebte der Ort durch Handel, Webereien und Gerbereien einen wirtschaftlichen Aufschwung, verbunden mit der Zunahme der Einwohnerschaft. Die alte Kapelle reichte nicht mehr aus.
1470 begannen die Bauarbeiten an Chor und Turm. Der Chor, 1476 geweiht, wurde erst 1503 mit der Einwölbung fertiggestellt. Ein Neubau aus verputztem Bruchsteinmauerwerk ersetzte ab 1517 das alte Kirchenschiff. Mit dem Turmaufsatz und dem südlichen, mit einem Baldachin überdachten Portal wurde die Kirche 1538 vollendet.
In den Jahren 1686 und 1769 erfolgten umfangreiche Umgestaltungen, denen sich 1893/1894 Restaurierungen im neugotischen Stil anschlossen. Eingeschossige Emporen waren zwar beim Bau des Schiffes vorgesehen, wurden aber erst während der Regotisierung ausgeführt. Ein zweites Emporengeschoss mit barocker Balusterbrüstung nahm nun die Orgel auf. Der Eingang an der Westfassade wurde erweitert, zwischen den Pfeilern im Innern wurden Scheidbögen eingefügt.
Bei der Restaurierung 1981–1983 wurden im Chorgewölbe Reste spätgotischer Wandmalerei freigelegt und denkmalgerecht restauriert. Der Chor erhielt bunte Glasfenster mit der Darstellung der Geburt Jesu Christi und Christi Himmelfahrt. Die historische Orgel aus dem 18. Jahrhundert wurde 1993 von der Firma Alexander Schuke Potsdam Orgelbau rekonstruiert.

## Architektur
Die dreischiffige Hallenkirche mit Chor und Nordturm beherrscht das Stadtbild durch ihr hohes Dach. Das Langhaus besteht aus fünf Jochen. Die polygonalen Pfeiler im Kirchenschiff gehen bis unter die flache Holzdecke. Der Chor ist nur so breit wie das Mittelschiff, er hat zwei Joche, einen polygonalen Abschluss und ein Netzgewölbe mit figürlichen Schlusssteinen. Im nördlichen Zwickel zwischen Langhaus und Chor steht der Turm auf quadratischem Grundriss, in dessen Erdgeschoss sich die Sakristei mit einem Kreuzgratgewölbe befindet. Der ehemals offene Durchgang unter dem Chorabschluss ist vermauert. Die Außenfassaden mit umlaufendem, teils verkröpftem Sohlbankgesims werden mit einfachen Strebepfeilern gestützt. Über niedrigen Spitzbogenfenstern befinden sich Maßwerkfenster. Das Südportal hat ein profiliertes Gewände und ein auf Kopfkonsolen ruhendes Schlingrippengewölbe. Das nördliche Spitzbogenportal ist mit Profilen überstabt.

## Ausstattung

### Chorraum
Hier lassen drei hohe dreibahnige Fenster mit farbigen Bibeldarstellungen Tageslicht in den trapezförmigen Raum. Vor dem mittleren Fenster befindet sich der Cranach-Flügelaltar.
In den östlichen Feldern des Netzrippengewölbes der Apsis sind bei den Rekonstruktionsarbeiten Fresken der vier Evangelisten in ihren Symbolgestalten wiederentdeckt worden. Die Schlusssteine des Gewölbes stellen das Schweißtuch der Veronika, Maria mit dem Jesuskind, Johannes den Täufer und die heilige Anna dar.

### Cranach-Altar
Das bedeutendste Ausstattungsstück der Kirche ist der so genannte Neustädter Altar von Lucas Cranach d. Ä. im Chor der Kirche. Den Auftrag hatte der Künstler 1511 auf der Leipziger Messe erhalten; die Weihe fand am 24. Juni 1513 statt. Er überstand die Reformation, so weiß Julia Greipl von der Deutschen Stiftung Denkmalschutz zu berichten, weil Martin Luther 1524 nach Neustadt reiste. Der Reformator konnte Andreas Bodenstein davon überzeugen, dass Heiligenbilder „als Schmuck“ zugelassen seien, als „wundertätige Götzenbilder hingegen zu verachten“ seien.
Die Tafelbilder erzählen Begebenheiten aus dem Leben Johannes des Täufers. Im geöffneten Zustand des Schreins sind Johannes der Täufer und die Schutzheiligen der Orlasenke, die Brüder Simon und Judas, als vollplastische Figuren vor einem gemalten, goldenen Tuch dargestellt. Die Innenseiten der Flügel enthalten Tafelbilder über die Taufe Jesu und die Enthauptung Johannes des Täufers.
Über die Außenseiten der beiden Flügel des Altarretabels ist der Abschied Christi von Maria gemalt, auf den Standflügeln die Apostel des Figurenschreins. Als Schreinwächter sind seitlich der heilige Georg links und der heilige Florian rechts vollplastisch dargestellt. Im Aufsatz des Altars ist ein filigranes Gesprenge mit dem heiligen Martin zu Pferde, flankiert von den Heiligen Katharina von Alexandrien und Barbara von Nikomedien, und in der Bekrönung Anna selbdritt zu sehen. Die Predella zeigt das Jüngste Gericht. Die bemalte Rückseite des Schreins bildet das Schweißtuch der Veronika ab. Die Predella zeigt das Abendmahl Jesu.
Das Altarretabel wurde vermutlich im Dreißigjährigen Krieg teilweise geplündert und zur Zeit des Barock renoviert. In den folgenden Jahrhunderten fanden darüber hinaus mindestens zwei weitere Restaurierungen statt. 2016 wurden bei der Sanierung des Chors das Retabel zur Bekämpfung von Schädlingen begast und das Gesprenge restauriert. 2017 wurden die Predella, die Schreinskulpturen sowie der Standflügel instand gesetzt. Dabei entfernten Experten sowohl die oberste Firnisschicht, wie auch eine bräunliche Lasur aus dem 19. Jahrhundert. Das restaurierte Retabel wurde am 23. Juli 2019 wieder der Öffentlichkeit übergeben.

### Katharinenaltar
Aus dem Vorgängerbau der Kirche ist der Mittelschrein des geschnitzten Katharinen-Altars erhalten, auf dem Anna selbdritt, die heilige Katharina und die heilige Dorothea zu sehen sind. Dieser Altar steht an der Südseite neben dem kelchförmigen, farbig gefassten Taufbecken von 1494.

### Taufe
Die Taufe in sechseckiger Form ist eine Arbeit aus dem Jahr 1494, die damals die Bäckerinnung gestiftet hatte. Sie entstand aus Kalkstein und Sandstein, in ihrer das Becken umgebenden Form wiederholen sich figürliche Darstellungen der vier Evangelisten. Auf die Stifter verweist ein Junge mit einer Brezel.

## Orgeln
Die Orgel entstand 1726–1728 in der Werkstatt von Johann Georg Fincke d. Älteren und wurde (nach Umbauten im Jahr 1936 durch Jehmlich Orgelbau Dresden) im Jahr 1993 von der Orgelbaufirma Schuke (Potsdam) rekonstruiert. Das Instrument verfügt über 25 Register auf zwei Manualen und Pedal. Die Spiel- und Registertrakturen sind mechanisch. Die Disposition lautet wie folgt:
| I Hauptwerk CD–c3 |     |
| Quintathön        | 16′ |
| Principal         | 8′  |
| Viol di Gamba     | 8′  |
| Grobgedackt       | 8′  |
| Octave            | 4′  |
| Spitzflöthe       | 4′  |
| Gembs-Horn        | 4′  |
| Quinta            | 3′  |
| Super Octave      | 2′  |
| Mixtur IV         |     |
| Cymbel III        |     |

| II Oberwerk CD–c3 |        |
| Lieblich gedackt  | 8′     |
| Quintathön        | 8′     |
| Principal         | 4′     |
| Rohr-Flöthe       | 4′     |
| Flaute Doulce     | 4′     |
| Octava            | 2′     |
| Quinta decima     | 1 3⁄5′ |
| Quinta mutans     | 1 ⁄2′  |
| Scharff III       |        |

| Pedal CD–c1        |     |
| Offner Sub-Bass    | 16′ |
| Gedeckter Sub-Bass | 16′ |
| Octave-Bass        | 8′  |
| Posaunen-Bass      | 16′ |
| Fagott-Bass        | 8′  |

- Koppeln: II/I, I/P
- Tremulant, Cymbelstern

Zudem besitzt die Kirchengemeinde eine Truhenorgel mit vier Registern von Orgelbau Schönefeld aus dem Jahr 1991.

## Glocken
Auf dem Turm hängen drei Glocken aus der Erfurter Glockengießerei des Hans Sinderam, der „Erfurter Unbekannte“ genannt.
- Die größte aus dem Jahr 1479 ist nach Susanna benannt – sie wurde auf dem Marktplatz gegossen. Sie hat einen Durchmesser von 1742 mm und ein Gewicht von 3.300 Kilogramm. Wegen ihres beeindruckenden Klanges ist sie überregional bekannt und beliebt. Geweiht wurde sie 1480 vom Abt von Saalfeld. Besonders sind sowohl ihre kunstvollen Lilien und Zapfen am Glockenhals als auch die Linienreliefs. Sie zeigen Johannes den Täufer mit dem Lamm und Maria mit dem Kinde.[6]
- Die zweite Glocke wurde 1493 gegossen, hat einen Durchmesser von 1193 mm und ein Gewicht von 1150 kg.
- Die dritte Glocke wurde 1494 gegossen, hat einen Durchmesser von 1079 mm und ein Gewicht von 850 kg.

Auch diese beiden Glocken sind historisch bedeutsam.